# Olympique Gymnaste Club de Nice 1958-1959
Questa voce raccoglie le informazioni riguardanti l'Olympique Gymnaste Club de Nice nelle competizioni ufficiali della stagione 1958-1959.

## Stagione
Rimasto a ridosso della lotta al vertice durante il girone di andata, nelle prime giornate della tornata conclusiva il Nizza compì una rimonta che gli permise di inserirsi nella bagarre fra il RC France e il Nîmes, assumendo definitivamente il comando solitario della classifica alla ventottesima giornata; con una giornata di anticipo il Nizza ottenne il quarto titolo nazionale della sua storia e l'accesso in Coppa dei Campioni.
In Coppa di Francia il Nizza uscì ai sedicesimi di finale per mano del Tolosa, dopo aver eliminato i dilettanti del Graissessac ai trentaduesimi di finale.

## Maglie
| Manica sinistra · Manica sinistra · Maglietta · Maglietta · Manica destra · Manica destra · Pantaloncini · Calzettoni |

## Rosa
| N. |                      | Ruolo | Calciatore        |
| -- | -------------------- | ----- | ----------------- |
|    | Francia (bandiera)   | P     | Georges Lamia     |
|    | Francia (bandiera)   | P     | Jérôme Nicolaï    |
|    | Francia (bandiera)   | D     | André Chorda      |
|    | Francia (bandiera)   | D     | Alain Cornu       |
|    | Argentina (bandiera) | D     | Pancho González   |
|    | Francia (bandiera)   | D     | Alphonse Martínez |
|    | Francia (bandiera)   | D     | Pierre Villard    |
|    | Francia (bandiera)   | C     | Christian Amand   |
|    | Francia (bandiera)   | C     | Ferry Koczur      |
|    | Francia (bandiera)   | C     | François Milazzo  |
|    | Francia (bandiera)   | C     | Vincent Scanella  |

| N. |                        | Ruolo | Calciatore       |
| -- | ---------------------- | ----- | ---------------- |
|    | Ungheria (bandiera)    | C     | Gyula Tóth       |
|    | Francia (bandiera)     | A     | Jean-Pierre Alba |
|    | Francia (bandiera)     | A     | Jacques Faivre   |
|    | Francia (bandiera)     | A     | Jacques Foix     |
|    | Francia (bandiera)     | A     | Omar Barrou      |
|    | Argentina (bandiera)   | A     | Alberto Muro     |
|    | Lussemburgo (bandiera) | A     | Vic Nurenberg    |
|    | Francia (bandiera)     | A     | Claude Peretti   |
|    | Francia (bandiera)     | A     | Hassan Moulay    |
|    | Francia (bandiera)     | A     | René Vergé       |

## Statistiche

### Statistiche dei giocatori
| Giocatore     | Division 1 | Division 1 | Coppa di Francia | Coppa di Francia | Totale   | Totale |
| Giocatore     | Presenze   | Reti       | Presenze         | Reti             | Presenze | Reti   |
| ------------- | ---------- | ---------- | ---------------- | ---------------- | -------- | ------ |
| J.P. Alba     | 31         | 10         | 1                | 0                | 32       | 10     |
| C. Amand      | 0          | 0          | 0                | 0                | 0        | 0      |
| A. Chorda     | 32         | 0          | 1                | 0                | 33       | 0      |
| A. Cornu      | 30         | 1          | 1                | 0                | 31       | 1      |
| J. Faivre     | 15         | 2          | 1                | 1                | 16       | 3      |
| J. Foix       | 38         | 18         | 2                | 0                | 40       | 18     |
| C.H. González | 36         | 2          | 2                | 0                | 38       | 2      |
| G. Lamia      | 38         | -38        | 1                | -?               | 39       | -38+   |
| O. Barrou     | 23         | 6          | 2                | 1                | 25       | 7      |
| F. Koczur     | 34         | 0          | 2                | 0                | 36       | 0      |
| A. Martinez   | 12         | 0          | 1                | 0                | 13       | 0      |
| F. Milazzo    | 31         | 3          | 2                | 0                | 33       | 3      |
| H. Moulay     | 0          | 0          | 0                | 0                | 0        | 0      |
| A. Muro       | 36         | 16         | 1                | 1                | 37       | 17     |
| J. Nicolaï    | 0          | 0          | 1                | -?               | 1        | 0+     |
| V. Nurenberg  | 37         | 16         | 2                | 1                | 39       | 17     |
| C. Peretti    | 0          | 0          | 0                | 0                | 0        | 0      |
| V. Scannella  | 24         | 2          | 2                | 0                | 26       | 2      |
| G. Toth       | 0          | 0          | 0                | 0                | 0        | 0      |
| R. Vergé      | 1          | 0          | 0                | 0                | 1        | 0      |
| P. Villard    | 0          | 0          | 0                | 0                | 0        | 0      |